# Foidonośny alkaliczno-skaleniowy trachit
Foidonośny alkaliczno-skaleniowy trachit (foidonośny alkaliczno-skaleniowy trachyt) – skała magmowa wulkaniczna (wylewna), leżąca w grupie skał nasyconych krzemionką, w klasie sjenitu i trachitu. Odpowiednik foidonośnego alkaliczno-skaleniowego syenitu. Na diagramie klasyfikacyjnym QAPF foidonośny alkaliczno-skaleniowy trachit zajmuje pole 6'.
W skład alkaliczno-skaleniowego trachitu wchodzą minerały jasne: głównie skalenie alkaliczne (ortoklaz, mikroklin, albit), poza tym skaleniowce (leucyt, nefelin, sodalit, nosean, hauyn, kankrynit, analcym) (w ilości do 10%), plagioklazy występują w ilości do 10%, nieliczne są minerały ciemne, takie jak: biotyt i hornblenda. Minerały akcesoryczne, to: apatyt, cyrkon, ilmenit, rutyl, tytanit, ksenotym.
Barwa tej skały jest zmienna i zależna od domieszek mineralnych, może być: szara, różowa, żółta, czerwona, a nawet brunatna (rzadko).
Struktura wyraźnie porfirowa z prakryształami skaleni alkalicznych tkwiącymi w cieście skalnym.